# Hide U
«Hide U» es una canción del grupo británico de música electrónica Kosheen, escrita por los miembros del grupo: Sian Evans, Mark Morrison y Darren Beale. La canción se publicó originalmente en 2000 y alcanzó el número 73 en el país de origen del grupo como doble cara A con Empty Skies. Se remezcló y se volvió a publicar en 2001 como sencillo principal del álbum de debut de Kosheen, Resist (2001), y esta vez alcanzó el número seis en la lista de singles del Reino Unido. Fuera del país, el sencillo alcanzó el número uno en Grecia y Rumania, se situó entre los cinco primeros en Bélgica y los Países Bajos, y entró en el top 40 en Australia, Italia y Suecia.
Así mismo, formó parte del listado de canciones incluidas en el videojuego FIFA Football 2003, publicado por EA Sports. 

## Lanzamiento y recepción
A través de Jive Records, Hide U se lanzó por primera vez en el Benelux el 5 de mayo de 2000, convirtiéndose en un éxito entre los cinco más vendidos tanto en Bélgica como en los Países Bajos a finales de año. En Bélgica, la canción alcanzó el número tres durante dos semanas en octubre y terminó el año como la 33ª canción más vendida de 2000 en la región de Flandes. En los Países Bajos, la canción llegó al número cuatro de los 40 Principales holandeses y al número cinco de los 100 Principales Single.
El 5 de junio de 2000, Moksha Recordings lanzó Hide U como doble cara A con Empty Skies en el Reino Unido. El sencillo alcanzó inicialmente el número 73 en la lista de singles del Reino Unido. Los siguientes singles Catch / Demonstrate y (Slip & Slide) Suicide no lograron superar el pico de Hide U / Empty Skies en el Reino Unido.
El 20 de agosto de 2001, Arista Records reeditó Hide U como single en solitario en el Reino Unido, esta vez remezclado por John Creamer y Stephane K. Este lanzamiento tuvo más éxito comercial, debutando y alcanzando el número seis en la lista de singles del Reino Unido.
La canción se lanzó posteriormente por primera vez en varios países europeos y en Australia. En Europa, la canción ocupó el primer puesto en el Top 100 rumano, donde se situó en el número 20 de la lista de fin de año de 2001, y en la lista de singles griega, obteniendo un certificado de ventas de oro por vender más de 10 000 copias en Grecia.
En otros países, el sencillo entró en el Top 40 en Italia y Suecia, y también en las listas de Irlanda y Alemania. En Australia, se publicó en dos formatos de CD en octubre de 2001, y alcanzó el número 23 de la lista de singles australiana en diciembre.

## Posición en listas
| Listas (2000)                           | Posición más alta |
| --------------------------------------- | ----------------- |
| Bélgica (Ultratop 50 Singles - Flandes) | 3                 |
| Países Bajos (Nederlandse Top 40)       | 4                 |
| Países Bajos (Dutch Single Top 100)     | 5                 |
| Reino Unido (UK Singles Chart)          | 73                |
| Reino Unido (UK Indie Chart)            | 14                |

| Listas (2001)                                | Posición más alta |
| -------------------------------------------- | ----------------- |
| Alemania (GfK Charts)                        | 23                |
| Australia (ARIA)                             | 23                |
| Australia (Australian Club Chart)            | 5                 |
| Australia (Australian Dance)                 | 2                 |
| Escocia (Scottish Singles and Albums Charts) | 8                 |
| Grecia (IFPI)                                | 1                 |
| Irlanda (IRMA)                               | 50                |
| Italia (FIMI)                                | 32                |
| Rumania (Romanian Top 100)                   | 1                 |
| Reino Unido (UK Singles Chart)               | 6                 |
| Reino Unido (UK Dance Chart)                 | 1                 |
| Suecia (Sverigetopplistan)                   | 39                |